# María Teresa Moure Pereiro
María Teresa Moure Pereiro (Monforte de Lemos, 1969) és una escriptora gallega. És doctora en Lingüísica i docent a la facultat de Filosofia i Filologia de la Universitat de Santiago de Compostel·la. Ha escrit d'assaig, novel·la, relat curt i teatre. La temàtica de la seva obra reflexiona al voltant del feminisme i l'empoderament femení. Escriu en gallec i coneix i defensa l'esperanto com a llengua internacional.
L'any 2004, Moure va rebre el Premi Lueiro Rey de novel·la curta i el Premi Arzobispo San Clemente per la seva primera novel·la A xeira das árbores. Aquell mateix any, també se li va concedir el Premi Ramón Piñeiro d'Assaig per Outro idioma é posible. El 2005 va rebre el Premi Xerais de novel·la per l'aclamada narrativa Herba Moura, que també li va fer guanyar el Premi AELG i el Premi de la Crítica de narrativa gallega. El 2006 l'obra es va publicar en castellà i en català. El drama Unha primavera para Aldara va rebre el Premi Rafael Dieste de teatre el 2007. El 2011 va guanyar altra vegada el Premi Ramón Piñeiro d'Assaig amb Queer-emos un mundo novo, una reflexió sobre el gènere.